# Schloss Gasselberg

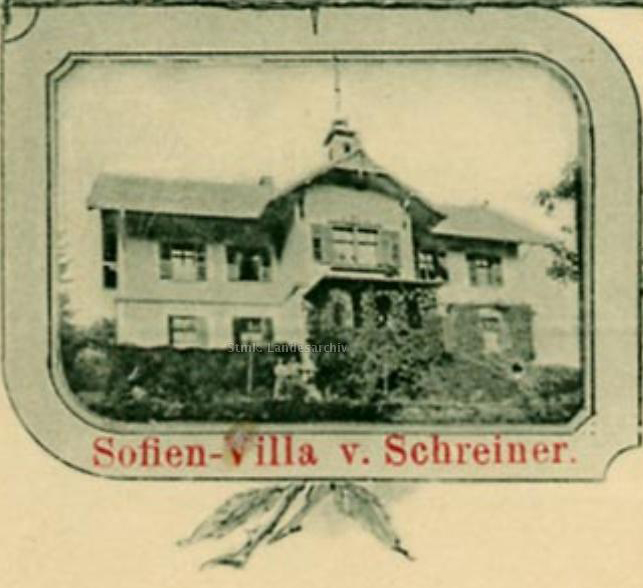
Erscheinungsbild um 1900

Das Schloss Gasselberg, auch Schreinerhof oder Villa Schreiner genannt, befindet sich im Gemeindegebiet von Krottendorf-Gaisfeld in der Weststeiermark. Seine Geschichte reicht bis in das 16. Jahrhundert zurück.

## Lage
Das Schloss befindet sich im nördlichen Teil der Gemeinde Krottendorf-Gaisfeld, im Südosten der Katastralgemeinde Gasselberg auf einer Anhöhe etwas nördlich der Packer Straße B 70 und der Kainach. Unmittelbar westlich des Schloss fließt das Schreinerbacherl.

## Geschichte
Das heutige Schloss geht auf ein im 16. Jahrhundert errichtetes Weingartenstöckl der Herrschaft Greißenegg zurück. Um 1780 wurde das Stöckl auf etwa zwei Drittel der heutigen Größe ausgebaut. Zumindest seit 1845 lässt sich eine Hauskapelle im ersten Stock des Gebäudes nachweisen, welche 1851 eine Messlizenz erhielt. Die Kapelle wurde später ins Erdgeschoß verlegt und verlor nach einer durch Umbauarbeiten im Jahr 1877 erfolgten Beschädigung die Messlizenz. Nachdem die Familie Wagen von Wagensperg, in deren Besitz sich das Stöckl zu jener Zeit befand, den Konkurs anmelden musste, wurde es 1877 von Moritz Ritter von Schreiner ersteigert. Dieser ließ es zu einem Herrenhaus ausbauen und es erhielt in der Zeit nach 1919 nach Erweiterungen sein heutiges Erscheinungsbild. Die Hauskapelle erhielt 1946 erneut eine Messlizenz als Heinrich Schreiner eine jährliche Messe am Annatag stiftete, welche jedoch bereits 1956 erneut erlosch. Die Kapelle wurde daraufhin profaniert. 1953 übergibt Heinrich Schreiner das Anwesen der sozialen Fürsorge. Kurzzeitig wurde hier ein Kinderheim betrieben.

## Beschreibung
Das romantische Schloss besitzt einen spätmittelalterlichen Kern aus dem 15. Jahrhundert. Die barocke und profanierte Hauskapelle beherbergte ursprünglich den Altar aus der Hauskapelle das Schlosses Greißenegg. Unter der Familie der Ritter von Schreiner beherbergte das Schloss eine der größten Privatsammlungen an Bildern des Kremser Schmidt genannten Barockmalers.